# Черногърл тукан
Черногърл тукан (Pteroglossus aracari) е вид птица от семейство Туканови (Ramphastidae).

## Разпространение и местообитание
Разпространен е в Бразилия, Венецуела, Гвиана, Суринам и Френска Гвиана.